# حارة ظفار (صنعاء)
حارة ظفار هي إحدى حارات حي الجرداء بمديرية السبعين إحد مديريات العاصمة اليمنية صنعاء، بلغ تعداد سكانها 19887 نسمة حسب تعداد اليمن لعام 2004.